# 3321 Даша
3321 Даша (енгл. 3321 Dasha) је астероид главног астероидног појаса чија средња удаљеност од Сунца износи 2,547 астрономских јединица (АЈ).
Апсолутна магнитуда астероида је 13,1.